# لاتربيردين
لاتربيردين (بالإنجليزية: Latrepirdine)‏ ويُعرف كذلك باسم دميبولين ودميبون، هو عقار مضاد للهستاهمين يُستخدم سريريا منذ 1983.
أجريت بحوث في كل من روسيا والدول الغربية حول إمكانية تطبيقاته كناقل عصبي في علاج مرض آلزهايمر وكذلك كمنشط للذهن. بعد أن فشلت مرحلة 3 رئيسية من التجارب السريرية لعلاج مرض آلزهايمر في إظهار أي فوائد، واصلت ثلاث تجارب أخرى اختباراتها. توقف تطوير صناعي آخر لمحاولة معالجة آلزهايمر بعد أن خصلت مرحلة 3 أخرى من التجارب إلى نفس المصير. فشل لاتربيردين كذلك في المرحة 3 من التجارب السريرية لمعالجة داء هنتنغتون.